# Джоан Фонтейн
Джоан Фонтейн (англ. Joan Fontaine, при народженні  Джоан де Бовуар де Гевілленд, англ. Joan de Beauvoir de Havilland; 22 жовтня 1917 — 16 грудня 2013) — англо-американська акторка та письменниця, голлівудська кінодіва 1930-х років, прославлена ролями у класичних фільмах Альфреда Гічкока — «Ребекка» (1940) та «Підозра» (1941). Лауреатка премії «Оскар» за останню з них.

## Біографія

### Ранні роки
Джоан де Бовуар де Гевілленд (Joan de Beauvoir de Havilland) народилася 22 жовтня 1917 року в Токіо, в районі, де проживали іноземці, в родині Волтера Оґастаса де Гевілленда, англійського адвоката, і його дружини Ліліан Рузі, театральної акторки, відомої під ім'ям Ліліан Фонтейн. У родині вже була донька Олівія, яка народилась за 15 місяців до Джоан, згодом стала відомою кіноакторкою, з якою Джоан все життя змагалася: їхні гучні публічні сварки часто потраплятимуть на сторінки преси. Шлюб батьків не склався, у 1925 році вони розійшлися.
У ранньому віці Джоан перенесла кір і у неї розвинулася анемія, ускладнена стафілококом, за рекомендацією лікаря, мати, стурбована здоров'ям дитини, переїхала з дітьми до Каліфорнії, де вони оселилися в місті Саратоґа. Мати віддала сестер до коледжу міста Лос-Гатос, а потім до католицького монастиря. Як і старша сестра Олівія, брала уроки дикції. Джоан ще раз повернулася в Токіо у 15 років і два роки прожила з батьком, щоб закінчити там американську школу.

### Акторська кар'єра

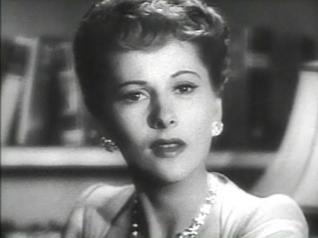
Джоан Фонтейн

У 1934 році, опинившись знову в Каліфорнії, сподівалася, відповідно до бажання матері та свого власного, зробити артистичну кар'єру. Джоан дізналась, що сестра вже була акторкою Голлівуду і вирішила взяти, на відмінну від неї, прізвище — Фонтейн, яким було театральне ім'я матері. Професійні навички вона отримала під керівництвом відомого режисера Макса Рейнгардта.
В середині 30-х модними були яскраві акторки, які уміли себе подати. Джоан не була красунею, мала непомітне обличчя, худа, незграбна. Тому після невдалого кінематографічного досвіду — епізоду у фільмі «Дами більше не потрібні» (1935), вона повернулася в театр, де грала в п'єсі «Назвіть цей день» (її сестра Блискуче зіграла роль в екранізації п'єси). Тут Джоан помічає представник кінофірми «РКО-Радіо» і вона підписала з кінофірмою контракт. Під псевдонімом «Фонтейн» знялася більш ніж в дюжині фільмів, в тому числі і в «Дівочих страждання» (1937) з Фред Астером, в образі англійської аристократки. Але успіху не було. Період 1935—1940 років став в кар'єрі Фонтейн підготовчим: фільми, в яких вона знялася в ці роки на студії MGM, належали до категорії «В», тобто «другого сорту». Акторка грала дуже малі ролі, зокрема знявшись у фільмі «Гангу Дін» (1939) або «Жінки» (1939). Це не принесло успіху і її контракт не був відновлений студією, а коли він закінчився в 1939 році Джоан одружилась з британським актором Брайаном Аерном, шлюб був невдалим.
Фонтейн зовсім вже було вирішила залишити кіно, якби не щасливий випадок. На одному з голлівудських обідів її посадили поруч з відомим продюсером Девідом Селзником, і вона скористалась нагодою. До кінця заходу він запросив її знятися в пробах на роль місіс де Вінтер в «Ребеці» (1940) — першому американському фільмі режисера Альфреда Гічкока. Вчорашня школярка, соромлива, незграбна і мовчазна, ставши дружиною англійського аристократа, починає боротьбу з минулим, де панує перша дружина її чоловіка — красуня Ребекка. Складний психологічний процес становлення жінки, що черпає сили в любові і отримує перемогу, акторка з допомогою постановника передала надзвичайно переконливо. Хічкок перетворив Фонтейн з «жіночої декорації» в прекрасну, тонку виконавицю, хвилююча гра якої багато в чому сприяла посиленню драматичної напруги у фільмі.

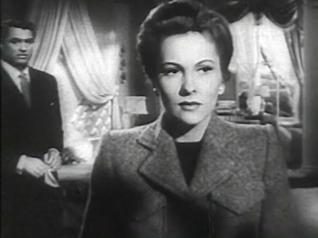
Джоан Фонтейн у фільмі «Підозра»

Такий успіх відразу ж породив низку наслідувань. Тихою, беззахисною, жіночною Джоан була і в «Підозрі» (1941) того ж Гічкока, де створила багатогранний образ Лайн МакКінлоу, що підозрює чоловіка, якого грав Кері Грант, в намірах скоїти вбивство. За цю роль вона, нарешті, отримала «Оскара» і премію нью-йоркських кінокритиків, хоча всі розуміли, що це — компенсація за «Ребекку» (в той рік Оскар вручили Джинджер Роджерс за «Кітті Фойль»). Такою ж акторка була і в «Джейн Ейр» (1944) — екранізації однойменного роману Шарлотти Бронте.
У категорію оскарівських номінантів і володарів «Оскара» Джоан Фонтейн увійшла, зігравши головні ролі у гічкоківських фільмах «Ребекка» (1940) та «Підозра» (1941). Їй було тоді 23 роки. Відносини між Джоан Фонтейн та її старшою сестрою Олівією де Гевіленд, яка прославилася роллю Мелані у «Віднесених вітром», що сестри перестали спілкуватися, погіршилися ще більше в 1941 році, коли обидві були номіновані Оскар як найкращі акторки. Їх взаємна неприязнь і ревнощі переросли в тотальну війну після перемоги Джоан (Олівія номінувалася за фільм «Затримайте світанок»). Попри те, що Де Гевіленд надалі виграла дві нагороди Академії, вони залишилися назавжди суперницями. Суперечку поглибив Говард Г'юз, який мав інтрижку з Олівією де Гевіленд, а Джоан пропонував кілька разів шлюб.

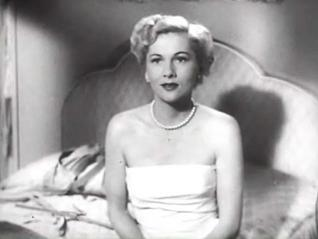
Джоан Фонтейн в фільмі «Народився, щоб бути поганим»

У 1943 році Джоан прийняла американське громадянство і отримала третю номінацію на Оскар за фільм «Весела німфа». Номінування на Оскар три роки поспіль вивело її в розряд зірок великої величини. Якщо вірити чуткам про суперництво сестер, то для Джоан перемога над Олівією була важливіша від Оскара. Успіхи Фонтейн викликали таку заздрість її сестри, що вони перестали спілкуватися. Відомі слова Фонтейн:
|  | «Я першою одружилася, першою отримала Оскара, і якщо я помру також першою, це, безсумнівно, викличе лють Олівії, оскільки я поб'ю її і тут!» |

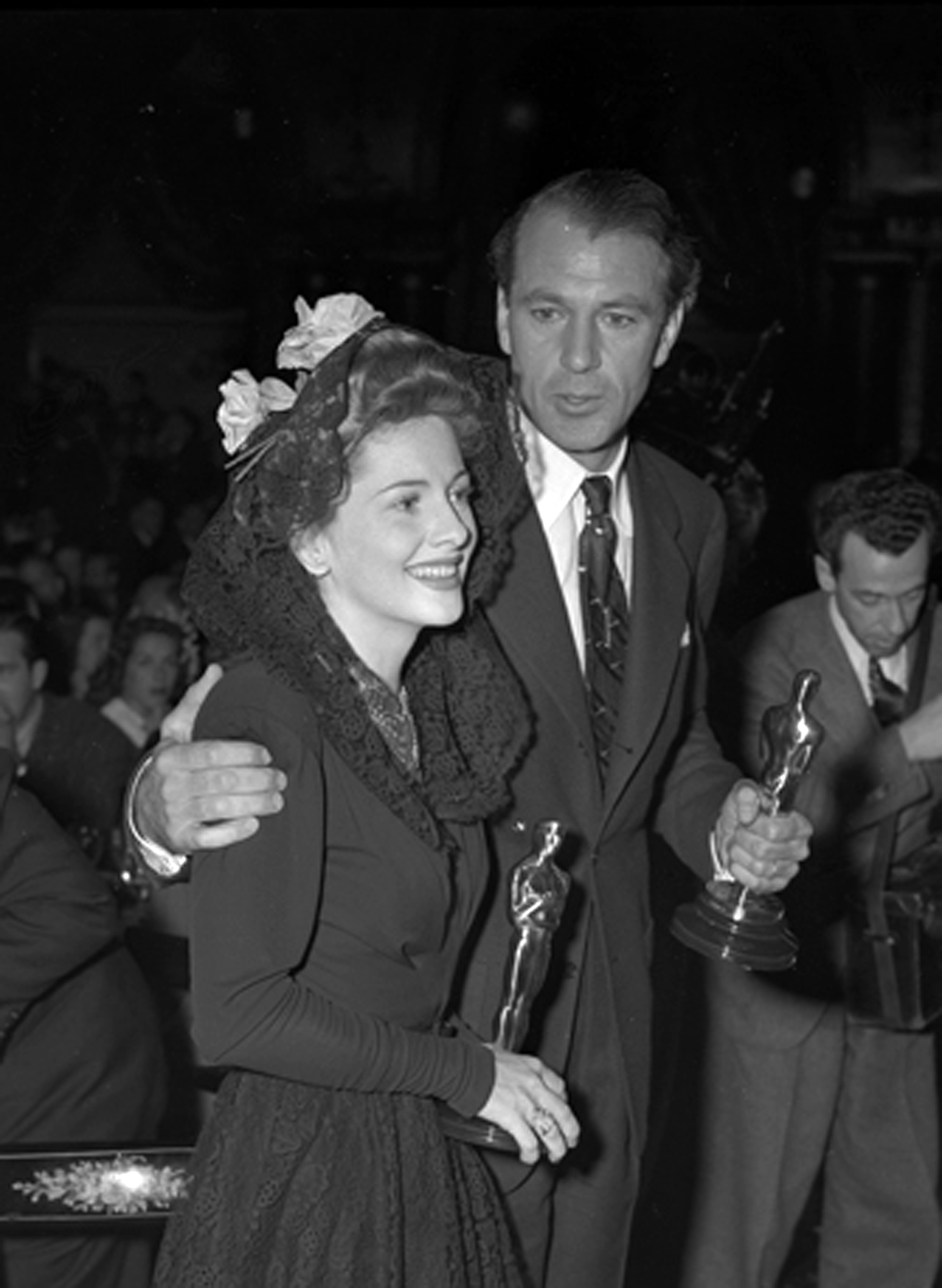
Фонтейн і Гарі Купер на церемонії «Оскар» у 1942 році

Після успіху Джоан почала прагнути інших ролей. За своїм характером вона зовсім не була схожа на жертовних героїнь, які стали її амплуа з легкої руки Гічкока. Тепер це була незалежна жінка, яка нічого не боялася, Фонтейн сама водила літак і піднімалася в небо на повітряній кулі, ловила тунця і грала в гольф нарівні з чоловіками. Під час Другої Світової війни вона невпинно працювала помічницею медсестер і багаторазово виступала на голлівудському радіо в підтримку американських військ. На екрані їй теж хотілося постати переможницею, вольовою жінкою. У «Любовних пригодах Сьюзен» (1945) чотири претенденти на її руку і серце дивляться на неї різними очима, тому акторці довелося зобразити чотирьох різних жінок. По-акторському це було цікаво, однак внутрішня вразливість була втрачена, у грі з'явились фальшиві нотки.
Однак ролі активних героїнь їй не давалися, це повторилося і в картині «Народжена бути поганою» (1950), тоді Фонтейн зрозуміла, що не зможе відмовитись від обазу, знайденого Гічкоком, і повернулася до образів зворушливих, люблячих, відданих героїнь, знову досягши успіху в «Листі незнайомки» Макса Оффюльса (1948 екранізація Цвейга). Продюсером картини був її другий чоловік Вільям Дозьє. Незважаючи на відверто мелодраматичний сюжет, в якому жінка згадує про свою самовіддану любов в молодості до чоловіка, який її взагалі не пам'ятає, Фонтейн зуміла стати щирою і драматичною.
Остання значна робота Фонтейн в кіно — «Те, заради чого варто жити» Джорджа Стівенса (1952), де вона зіграла зворушливу роль акторки-алкоголічки, яку рятує представник товариства тверезості (Рей Мілланд). За багаторічну кар'єру кінозірки Джоан Фонтейн знялася в декількох десятках фільмів, в яких її партнерами були легенди Голлівуду — Дуглас Фербенкс, Фред Астер, Кері Грант, Лоуренс Олів'є, Орсон Веллс, Кетрін Гепберн, Боб Гоуп, Тайрон Пауер. Серед її продюсерів — Дейвід Селзник, серед режисерів — Альфред Гічкок. Останньою значною роллю Фонтейн стала роль шкільної вчительки, яка залишилась наодинці з чаклунством у власному оточенні (фільм «Служка диявола», 1966 рік).

### Особисте життя
У травні 1948 року у другому шлюбі з Вільямом Дозьє Джоан Фонтейн народила дочку Дебору Леслі. У 1952-му вона удочерила перуанку Маріту Перею Кальдерон, яка народилася 3 листопада 1946 року. Дівчинка втекла з сім'ї Фонтейн в 1963 році. Коли Джоан знайшла її, їй було відмовлено в контакті з дитиною. Влада посилалася на те, що усиновлення дитини з Перу не є дійсним в США. Маріта підтримувала стосунки з сестрою Деббі, але ніколи не зустрічалась із названою матір'ю, що дуже образило. У 1964 році Джоан одружується з Альфредом Райтом-молодшим, редактором журналу «Ілюстрований спорт». Вона двічі вагітніла в 1964 році, у віці 46 років, але обидва рази мала викидень, в 1969 році вони розлучаються.

### Пізні роки
З середини 60-х Фонтейн в кіно не знімається. Вона багата, живе в Нью-Йорку, обертається в світському суспільстві. Зрідка з'являється на Бродвеї і на телебаченні («Егоїсти», 1978; «Роздоріжжя», 1986; «Гічкок: мурашки генія», 1985), віддаючи перевагу читанням лекцій, подорожам і власне літературній творчості. В 1978 році Фонтейн закінчила і опублікувала автобіографію «Не ложі з троянд». Життєві судження акторки, відомі прямотою і чіткістю формулювань, часом стають афоризмами. Так, виходячи з досвіду чотирьох шлюбів, Фонтейн називає шлюб «інститутом настільки ж мертвим, як птах додо».
Крім того, Джоан Фонтейн мала ліцензію пілота, була чемпіонкою з повітроплавання, прекрасною наїзницею, спортивною рибалкою, яка завоювала призи за ловлю тунця, гравчинею в гольф, професійною кухаркою і професійною дизайнеркою внутрішнього інтер'єру. Джоан Фонтейн удостоєна зірки на Голлівудській Алеї Слави.
Про Джоан Фонтейн: «В Америці Фонтейн називають однією з „найміцніших ікон“, маючи на увазі тривалість кінокар'єри, усталену репутацію і довге життя кінострічок з її участю. Всі три чинники є очевидним свідченням приналежності акторки до золотого фонду і до золотого віку найбільшої і найвідомішої у світі фабрики мрій. Ветерану Голлівуду акторці Джоан Фонтейн виповнилося 85 років»
Граючи Пітера Пена, Джоан говорить: «Сподіваюся, я помру на сцені у віці 105»
Після смерті Кетрін Гепберн у 2003 році, вона і її сестра Олівія де Гевіленд були останніми великими провідними зірками 1930 і 1940 років у Голлівуді.
16 грудня 2013 року, на 97 році життя, акторка померла в місті Кармель Гайлендс, в Каліфорнії, природною смертю.

## Фільмографія
| Рік  |   | Українська назва                    | Оригінальна назва                          | Роль                                      |
| ---- | - | ----------------------------------- | ------------------------------------------ | ----------------------------------------- |
| 1935 | ф | Дами більше не потрібні             | No More Ladies                             | Керолайн Рамсі (Керрі)                    |
| 1937 | ф | Гідна вулиця                        | Quality Street                             | Шарлотта Паррат                           |
| 1937 | ф | Людина, яка знайшла себе            | The Man Who Found Himself                  |                                           |
| 1937 | ф | Кохання непереможне                 | You Can't Beat Love                        |                                           |
| 1937 | ф | Музика для мадам                    | Music for Madame                           |                                           |
| 1937 | ф | Дівиця в біді                       | A Damsel in Distress                       | леді Еліс Маршмортон                      |
| 1938 | ф | Дівоча ніч закінчилася              | Maid's Night Out                           |                                           |
| 1938 | ф | Мільйон до одного                   | A Million to One                           |                                           |
| 1938 | ф | Білява шахрайка                     | Blond Cheat                                | Джульєт Еванс                             |
| 1938 | ф | Небесний велетень                   | Sky Giant                                  | Мег Лоуренс                               |
| 1938 | ф | Герцог з Вест-Пойнту                | The Duke of West Point                     |                                           |
| 1939 | ф | Ганга Дін                           | Gunga Din                                  | Емелін Стебінс                            |
| 1939 | ф | Завойовник                          | Man of Conquest                            | Еліза Аллен                               |
| 1939 | ф | Жінки                               | The Women                                  | Пеггі Дей                                 |
| 1940 | ф | Ребекка                             | Rebecca                                    | друга леді де Вінтер                      |
| 1941 | ф | Підозра                             | Suspicion                                  | Ліна Маклейдло Ейсгарт                    |
| 1942 | ф | Що понад усе                        | This Above All                             | Пруденс Катевей                           |
| 1943 | ф | Вірна красуня                       | The Constant Nymph                         | Тесса Зангер                              |
| 1943 | ф | Джейн Ейр                           | Jane Eyre                                  | Джейн Ейр                                 |
| 1944 | ф | Струмок француза                    | Frenchman's Creek                          | Дона Сан-Колумб                           |
| 1945 | ф | Пригоди Сьюзен                      | The Affairs of Susan                       | Сьюзен Даррелл                            |
| 1946 | ф | Починаючи з цього дня               | From This Day Forward                      |                                           |
| 1947 | ф | Айві                                | Ivy                                        | Айві Лекстон                              |
| 1948 | ф | Лист незнайомки                     | Letter from an Unknown Woman               | Ліза Берндл                               |
| 1948 | ф | Імператорський вальс                | The Emperor Waltz                          | Графиня Йоганна                           |
| 1948 | ф | Ти мусиш залишатися щасливою        | You Gotta Stay Happy                       | Ді Ді Діллвуд                             |
| 1948 | ф | Поцілунками витри кров з моїх рук   | Kiss the Blood Off My Hands                | Джейн Вортон                              |
| 1950 | ф | Народжений бути поганим             | Born to Be Bad                             | Крістабель Кейн Кері                      |
| 1950 | ф | Роман у вересні                     | September Affair                           | Маніна Стюарт                             |
| 1951 | ф | Люба, як ти могла!                  | Darling, How Could You!                    | Місіс Еліс Грей                           |
| 1952 | ф | Трагедія Отелло: Венеціанський мавр | The Tragedy of Othello: The Moor of Venice | паж                                       |
| 1952 | ф | Заради чого варто жити              | Something to Live For                      | Дженні Кері                               |
| 1952 | ф | Айвенго                             | Ivanhoe                                    | леді Ровена                               |
| 1953 | ф | Ночі Декамерона                     | Decameron Nights                           | Ф'яметта / Бартоломея Джіневра / Ізабелла |
| 1953 | ф | Політ в Танжер                      | Flight to Tangier                          |                                           |
| 1953 | ф | Двоєженець                          | The Bigamist                               | Єва Грехем                                |
| 1954 | ф | Велика ніч Казанови                 | Casanova's Big Night                       | Франческа Бруні                           |
| 1955 | ф | Батьки і матері Голівуду            | Hollywood Mothers and Fathers              | грає саму себе                            |
| 1956 | ф | Серенада                            | Serenade                                   | Кендл Хейл                                |
| 1956 | ф | Поза прийнятним поясненням          | Beyond a Reasonable Doubt                  | Сьюзен Спенсер                            |
| 1957 | ф | Острів на сонці                     | Island in the Sun                          | Мейвіс Норман                             |
| 1957 | ф | Доки вони не попливуть              | Until They Sail                            | Енні Леслі                                |
| 1958 | ф | Впевнена усмішка                    | A Certain Smile                            | Француаза Ферран                          |
| 1961 | ф | Подорож до дна моря                 | Voyage to the Bottom of the Sea            | Доктор Сьюзен Хіллер                      |
| 1962 | ф | Ніч лагідна                         | Tender Is the Night                        | Бебі Воррен                               |
| 1966 | ф | Відьми                              | The Witches                                | Гвен Мейфільд                             |
| 1974 | ф | Басбі Берклі                        | Busby Berkeley                             | грає саму себе                            |
| 1978 | ф | Користувачі                         | The Users                                  | Грейс Сен-Джордж                          |
| 1982 | ф | Все моє власне: Історія Ерти Кітта  | All By Myself: The Eartha Kitt Story       | грає саму себе                            |
| 1986 | ф | Темні особняки                      | Dark Mansions                              | Маргарет Дрейк                            |
| 1994 | ф | Добрий король Вацлав                | Good King Winceslas                        | Королева Людмила                          |